# Malmö Fäktklubb av 1919
Malmö Fäktklubb av 1919 (MF19), är en fäktningsklubb från Malmö, bildad 1911. 

## Historia
Verksamheten startades av Gustav Armgarth, den var till en början i Malmö realskolas idrottshall. När kriget bröt ut 1914 tog klubben en paus från verksamheten. När kriget var över år 1919 återupptogs fäktningen och föreningen bildades formellt. Under den här eran av MF19 behövdes en rekommendation från någon av de andra medlemmarna för att bli accepterad. I slutet av 20-talet lades Kronprinsens Husarregemente ner och MF19 fick tillgång till egen lokal i den nedlagda kasernen. MF19 fick sin första Fäktmästare år 1928, Han hette Roger Hubert, dessa två faktorer ledde till att medlemsantalet ökade. 
En av Malmös mest framgångsrika  fäktare genom tiderna heter Hans Drakenberg. Han kom ursprungligen från Stockholm och flyttade ner till Malmö år 1925. Vid sidan av tävlandet hjälpe han till genom att ge lektioner till andra.  
År 1946 fick MF19 en ny fäktmästare vid namn Francesco Gargano. Han kom att betraktas som en legend men även en av de allra bästa fäktmästarna i Sverige. Han hjälpte Malmö skapa ett flertal duktiga fäktare och drev fram många landslags fäktare under 60- och 70-talet. 
Idag har MF19 en tränare vid namn Orvar Jönsson. Fäktmästare Orvar Jönsson är upplärd av Gargano och är chefstränare hos MF19, han genomgick GIH 1970-72. Det var han som efterträdde Francesco Gargano 1975.